# Florentin Nicolae
Florentin Nicolae (né le 28 février 1981) est un skieur alpin roumain.
Il a représenté son pays lors des Jeux olympiques d'hiver de 2006.